# Charge linéaire
 (novembre 2023).
Si vous disposez d'ouvrages ou d'articles de référence ou si vous connaissez des sites web de qualité traitant du thème abordé ici, merci de compléter l'article en donnant les références utiles à sa vérifiabilité et en les liant à la section « Notes et références ».
Une charge linéaire est un terme d'électricien pour désigner un récepteur constitué de dipôles électriques linéaires. Ce récepteur peut être monophasé ou triphasé.
De par sa constitution, le facteur de puissance d'une charge linéaire est forcément égal à cosinus φ, avec φ le déphasage du courant par rapport à la tension.
En régime sinusoïdal, la tension et l'intensité ont même forme (à un déphasage près), ce qui n'est pas le cas pour une charge électrique non linéaire.

## Remarque
Un condensateur idéal est un dipôle linéaire, donc une charge linéaire. Lorsqu'il est soumis à une tension périodique triangulaire, le courant qui le traverse à la forme de créneaux. Le fait qu’une charge soit linéaire n’impose donc pas que le courant qui la traverse et la tension à ses bornes soient de même forme.